# Hirieu
Segons la mitologia grega, Hirieu (en grec antic: Ὑριεύς) va ser un rei d'Híria, a la Beòcia, fill de Posidó i de la plèiade Alcíone. La seva dona era la nimfa Clònia. Va tenir dos fills, Nicteu i Licos.
Va encarregar als arquitectes Agamedes i Trofoni un templet per al seu tresor i ell mateix el va dotar d'una trampa contra els lladres, en la qual va caure el primer quan tots dos arquitectes van tornar una nit a saquejar-lo.
Unes llegendes més tardanes el mostren com un vell pagès que havia donat hospitalitat a Zeus, Posidó i Hermes a la seva cabana. Els déus, com a recompensa, li van oferir de concedir-li el desig que demanés. Hirieu va demanar un descendent. Els déus li van donar un fill, que va néixer quan va orinar damunt d'una pell de bou que el vell havia sacrificat en honor dels déus. Aquest fill va ser Orió.